# Aglaonika
Aglaonika, řecky Ἀγλαονίκη, byla starořecká astronomka z 2. nebo 1. století př. n. l. Je zmiňována Plutarchem a Apollóniem z Rhodu.
Ve své době byla považována za čarodějku, byla jí připisována schopnost nechat zmizet Měsíc z oblohy. Tato pověst nejspíše vznikla z toho, že byla schopna předpovědět na základě astronomických výpočtů zatmění Měsíce. Nicméně v řečtině existuje dodnes úsloví „poslouchat někoho jako Měsíc Aglaoniku“.
V Thesálii, odkud pocházela, byla pravděpodobně jakási astronomická škola určená ženám, neboť v 1.- 3. století př. n. l. existovala celá skupina žen označovaná "čarodějnice z Thesálie" – hovoří o nich i Platón v dialogu Gorgias, rovněž v souvislosti s mizením Měsíce.
Je po ní pojmenován jeden z kráterů na Venuši.